# Сары (Кунашакский район)
Сарино — ( башк: Сары ) башкирское село в Кунашакском районе Челябинской области. Административный центр Саринского сельского поселения.  Село основана после 1742 году катайскими башкирами; в документах упоминается с 1772 г. Первоначально называлось Сарина Бала, предположительно по им. основателя Сары Абдуллина. Относилось к Катайской вол., позднее являлось центром волости.

## География
Село расположено на северо-восточном берегу озера Калды. Расстояние до районного центра, Кунашака, 15 км.

## Население
| 2002 | 2010 |
| ---- | ---- |
| 1007 | ↘971 |

По данным Всероссийской переписи, в 2010 году численность населения села составляла 971 человек (474 мужчины и 497 женщин).
Проживают башкиры.

## Улицы
Уличная сеть села состоит из 14 улиц.